# Galaxie naine du Fourneau
Pour les articles homonymes, voir Fourneau.
La galaxie naine du Fourneau est une galaxie naine sphéroïdale qui fait partie de notre Groupe local. Elle fut découverte en 1938 par Harlow Shapley.
Distante d'environ 138 kpc (∼450 000 al) du système solaire, la galaxie naine du Fourneau est un satellite de la Voie lactée. Comme presque toutes les galaxies naines proches, elle est composée d’étoiles de population II, des étoiles anciennes. Elle possède une faible brillance de surface.
Cette galaxie récessionne à 53 km/s de la Voie lactée.[réf. souhaitée]

## Amas globulaires
Plusieurs amas globulaires y ont été détectés (six en 2009[réf. souhaitée]). Le plus important, NGC 1049, a été découvert avant la galaxie elle-même.